# Ernestino Michelazzo
Ernestino Michelazzo (Ponte San Pietro, 1968) è un fumettista italiano.
Dopo aver frequentato la Scuola del Fumetto di Milano, inizia a collaborare con Demon Hunter, testata pubblicata dall'editrice Xenia. Successivamente entra in contatto con Claudio Villa e sottopone alcuni suoi lavori all'attenzione della Sergio Bonelli Editore.
Il suo esordio per l'editore milanese avviene così sulle pagine dell'Almanacco della fantascienza 1995 (pubblicato nel mese di agosto), dove appare una storia disegnata in collaborazione con Onofrio Catacchio e Andrea Artusi ed intitolata Storie di un futuro passato. Nel dicembre dello stesso anno debutta come disegnatore completo sul numero 55 di Nathan Never (di cui disegnerà altri quattro episodi), scritto da Michele Medda ed intitolato Caccia all'uomo. Storie con i suoi disegni appaiono anche sui numeri 4 e 8 di Agenzia Alfa, usciti rispettivamente nel giugno 1999 e nel giugno 2001.
In quell'anno passa tra i disegnatori di Julia - Le avventure di una criminologa, serie per cui lavora ancora attualmente. Il suo primo lavoro per la criminologa di Giancarlo Berardi appare sul numero 46, intitolato La morte è femmina e pubblicato nel luglio 2002.